# Eurotiomycetes
De Eurotiomycetes vormen volgens de inzichten als beschreven in de index fungorum een klasse uit de stam Ascomycota. Tot 2008 vormden de Eurotiomycetidae een onderklasse van de zakjeszwammen (Ascomycetes). Chaetothyriomycetes is een basioniem van de Eurotiomycetes.

## Systematiek
De Eurotiomycetes zijn een monofyletisch taxon, die allen dezelfde gemeenschappelijke voorouder hebben en die zelf ook tot het taxon gerekend wordt, en waarvan alle afstammelingen in de groep geplaatst zijn.
De Eurotiomycetes omvatten acht orden, die uit vier onderklasse bestaan.
- Onderklasse Chaetothyriomycetidae
  - Orde Chaetothyriales
  - Orde Pyrenulales
  - Orde Verrucariales
- Onderklasse Coryneliomycetidae
  - Orde Coryneliales
- Onderklasse Eurotiomycetidae
  - Orde Coryneliales
  - Orde Eurotiales
  - Orde Onygenales
- Onderklasse Mycocaliciomycetidae
  - Orde Mycocaliciales
- Geslacht (incertae sedis):
  - Geslacht Distenopyrenis